# Chiquitas
Singles de Ilona Mitrecey
Laissez-nous respirer
(2006)
Clip vidéo
[vidéo] « Chiquitas (audio) », sur YouTube
Chiquitas est une chanson de la chanteuse française Ilona Mitrecey extraite de son second album, Laissez-nous respirer. C'était la deuxième piste de l'album et le deuxième single issu de celui-ci.

## Histoire
Sortie en single en avril 2007, quatre mois après la sortie de l'album,, la chanson a débuté à la 15e place en France et a atteint sa meilleure position à la 13e place la semaine suivante.

## Classements
| Classement (2007) | Meilleure position |
| ----------------- | ------------------ |
| France (SNEP)     | 13                 |